# Blue Feather
Blue Feather è stato un gruppo musicale olandese  noto per il brano Let's funk tonight del 1982.
Il brano rimase per 4 settimane nella Official Singles Chart
.
Il DJ francese Dimitri from Paris usò il brano nella raccolta Return to the Playboy Mansion nel 2008
.

## Formazione
- Jan Willem Weeda - sintetizzatore
- Edward Brouwer - chitarra
- Ronald Brouwer - chitarra
- Rob Hoelen - chitarra
- Dirk Nusink - percussioni
- Lex Nusink - batteria

## Discografia

### Album
- 1982 - Feather Funk
- 1985 - Shadows Of The Night

### Singoli
- 1981 - Call Me Up
- 1981 - It's Love
- 1983 - Let It Out
- 1986 - After Midnight